# Pacificación de Manchukuo

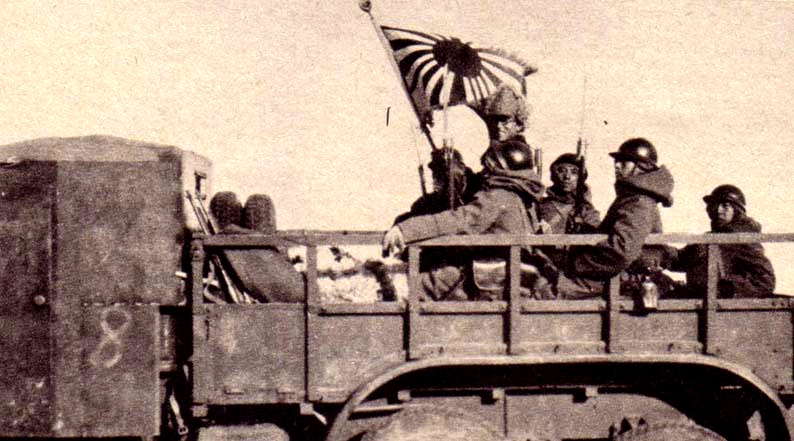
Tropas japonesas en Manchuria.

La Pacificación de Manchukuo fue una campaña japonesa contra la insurgencia durante la segunda guerra sino-japonesa para reprimir cualquier resistencia armada contra el estado títere de Manchukuo recientemente establecido, por parte de varios ejércitos de voluntarios antijaponeses en la Manchuria ocupada, y por el luego Ejército Unido Antijaponés del Nordeste comunista. Las operaciones fueron llevadas a cabo por el Ejército de Kwantung del Ejército Imperial Japonés y las fuerzas colaboracionistas del gobierno de Manchukuo desde marzo de 1932 hasta 1942, y dieron como resultado una victoria japonesa.

## Japón toma el control
La formación más temprana de grandes grupos de partisanos antijaponeses se produjo en las provincias de Liaoning y Kirin debido al mal desempeño del Ejército de Fengtian en el primer mes de la invasión japonesa de Manchuria y al rápido éxito de Japón en eliminar y reemplazar a la autoridad provincial en Fengtien y Kirin.
El gobierno provincial de Liaoning había huido al oeste hacia Jinzhou. El gobernador Zang Shiyi permaneció en Mukden, pero se negó a cooperar con los japoneses para establecer un gobierno separatista y colaboracionista y fue encarcelado. El Ejército de Kwantung emitió una proclamación el 21 de septiembre de 1931 instalando al Coronel Kenji Doihara como alcalde de Mukden; procedió a gobernar la ciudad con la ayuda de un "Comité de Emergencia" compuesto principalmente por japoneses.
El 23 de septiembre de 1931, los japoneses invitaron al teniente general Xi Qia del Ejército de Kirin a formar un gobierno provisional para la provincia de Kirin. En Kirin, los japoneses lograron una ocupación incruenta de la capital. El general Xi Qia emitió una proclamación el 30 de septiembre, declarando la provincia independiente de la República de China bajo la protección del Ejército Japonés.
El 24 de septiembre de 1931, se formó un gobierno provisional en Fengtian (el nuevo nombre de la antigua provincia de Liaoning) con Yuan Chin-hai como Presidente del "Comité para el Mantenimiento de la Paz y el Orden".
En Harbin, el general Zhang Jinghui también convocó una conferencia el 27 de septiembre de 1931 para discutir la organización de un "Comité de Emergencia del Distrito Especial", formado para lograr la secesión de Harbin de China. Sin embargo, no pudo actuar ya que gran parte del área que rodea a Harbin todavía estaba en manos de milicias antijaponesas bajo los generales Ding Chao, Li Du, Feng Zhanhai y otros.
Mientras tanto, en Mukden, el "Comité Administrativo del Nordeste" o Junta Directiva de Autogobierno se creó el 10 de noviembre bajo el liderazgo de Yu Chung-han, un prominente estadista del Gobierno de Zhang Xueliang, que favoreció la autonomía de Manchuria. Después de que los japoneses derrotaran al general Ma Zhanshan y ocuparon Tsitsihar el 19 de noviembre de 1931, se estableció una Asociación local de Autogobierno en la provincia de Heilongjiang; y el general Chang Ching-hui fue instaurado como gobernador de la provincia el 1 de enero de 1932.
Después de la caída de Chinchow, el movimiento por la independencia avanzó rápidamente en el norte de Manchuria, donde el Coronel Doihara era Jefe de los Servicios Especiales en Harbin. El general Chang Ching-hui, al enterarse de la derrota del mariscal Zhang Xueliang en Chinchow, aceptó la solicitud de la Junta de Autogobierno en Mukden y declaró la independencia de la provincia de Heilongjiang el 7 de enero de 1932. Después de que el general Ma Zhanshan fuera expulsado de Tsitsihar por los japoneses durante la Campaña de Jiangqiao, se había retirado hacia el noreste con sus fuerzas golpeadas y agotadas, y había establecido su capital en Hailun. Allí intentó continuar gobernando la provincia de Heilongjiang. El Coronel Kenji Doihara comenzó las negociaciones con el General Ma desde su Oficina de Servicios Especiales en Harbin, con la esperanza de que se uniera al nuevo estado de Manchukuo que Japón estaba organizando. Ma continuó negociando con Doihara, mientras él continuaba apoyando al general Ting Chao.

## Resistencia temprana: milicias, hermandades y bandidos.
La resistencia china a la ocupación japonesa de Manchuria fue en forma de milicias ciudadanas, hermandades de campesinos y grupos de bandidos que se vio facilitada por el éxito de Japón en la rápida destrucción del gobierno de Zhang Xueliang en la región. La mayor parte del Ejército de Kwantung durante noviembre de 1931 se concentró contra el general Ma Zhanshan en el centro-norte de Heilongjiang, y en diciembre y a principios de enero contra el ejército restante de Zhang Xueliang en Chinchow, en el suroeste de Liaoning. Lejos de las guarniciones japonesas en las ciudades y a lo largo de los ferrocarriles, las unidades de resistencia se reunieron abiertamente y se vieron relativamente libres de abuso desde finales de 1931 hasta principios de 1932.

### Milicias
El estado fronterizo de Manchuria, con bandidismo y actividades endémicas por parte de señores de la guerra, llevó a ciudadanos y autoridades de las aldeas a formar milicias privadas para la protección de sus tierras y propiedades, incluso antes de la invasión japonesa de Manchuria. Después del inicio de la ocupación japonesa, estas Feng-Piaomilicias se convirtieron en grupos partisanos, a menudo conocidos como hombres de "ropa simple" por su falta de uniformes, y se identificaron con varios nombres, como "Milicia de Autoprotección", "Milicia Antijaponesa" o " Voluntarios chinos ". Una de las primeras fuerzas de este tipo en formarse, llamada Milicia de Ciudadanos Valientes, se había establecido en noviembre de 1931 cerca del puerto del estuario de Chinchow. Estas milicias operaban principalmente en el sur de Fengtian, que tenía la mitad de la población de Manchuria y la proporción más alta de chinos Han. Fengtian había caído casi inmediatamente bajo el control japonés, ya que la mayoría de los centros de población y su capital, Mukden, se encontraban en las vías del Ferrocarril del Sur de Manchuria en la Zona Ferroviaria del Sur de Manchuria. Zona, que había sido guarnecida por tropas del Ejército de Kwantung desde mucho antes del conflicto.

### Hermandades de campesinos
Las "hermandades de campesinos" eran una forma tradicional de protección mutua entre los pequeños propietarios y los arrendatarios chinos. Las olas de inmigrantes que huían de las guerras en la era de los señores de la guerra que devastaban el norte y el centro de China llegaron a Manchuria desde 1926 a razón de millón por año. Estos incluían a muchos campesinos pertenecientes a las dos hermandades predominantes, la Sociedad de la Lanza Roja y la Sociedad de las Grandes Espadas, que ayudaron a los inmigrantes a establecerse y les proporcionaron protección contra bandidos y terratenientes rapaces.
La Sociedad de las Grandes Espadas fue la más fuerte en el interior de Fengtian y en el campo alrededor de Harbin. La Sociedad de las Grandes Espadas predominó en el sureste de Kirin y en las partes adyacentes de Fengtian. En 1927, la Sociedad de las Grandes Espadas encabezó un levantamiento provocado por el colapso de la moneda papel predominante Feng-Piao. Durante la rebelión, las Sociedades fueron respetadas por los campesinos porque no dañaban ni saqueaban a la gente común, sino que se resistían a los oficiales del señor de la guerra Zhang Zuolin.
Después de la invasión japonesa, la Sociedad de las Grandes Espadas perturbó el distrito de Chientao en el sureste de Fengtian a lo largo de la frontera con Corea, y se levantó en masa en respuesta a la declaración de Manchukuo el 9 de marzo de 1932. La Sociedad se convirtió en el componente principal de la resistencia partidaria en esta región, formando estrechos lazos con los ejércitos de voluntarios antijaponeses. El líder bandido Lao Pie-fang dirigió varias bandas de Grandes Espadas en el oeste de Fengtian. Los Grandes Espadas en el sureste de Kirin se aliaron con Wang Delin, y el General Feng Zhanhai organizó y formó un Cuerpo de Grandes Espadas con 4.000 hombres.
Los grupos de la Sociedad de la Lanza Roja estaban más extendidos. Los miembros formaron importantes centros de resistencia a medida que la guerra se extendía por el campo. Los Lanzas Rojas atacaron con frecuencia la Zona Ferroviaria del Sur de Manchuria en los distritos de Hsinlintun y Tungfeng, cerca de las minas de carbón de Mukden y Fushun. Fueron dirigidos por un joven oficial del Ejército de Fengtian, Tang Juwu. Las unidades de la Sociedad de la Lanza Roja mostraron un extraordinario poder de permanencia en esta área; casi dos años después del incidente de Mukden, un grupo de 1.000 miembros de los Lanzas Rojas asaltaron la prefectura de Tungfeng cerca de Mukden el 3 de junio de 1933, mucho después de que los grandes ejércitos de voluntarios hubieran sido derrotados.
Sin embargo, tanto la Sociedad de la Lanza Roja como la Sociedad de las Grandes Espadas estaban formadas en gran parte por campesinos sin educación y con una formación deficiente, y tenían un carácter tradicionalista, casi religioso. Los miembros de las hermandades depositaron su fe en la magia rústica y la creencia en la recompensa celestial del carácter justo. Los miembros de la Sociedad de las Grandes Espadas afirmaron que sus hechizos los hicieron inmunes a las balas. Las bandas de los Lanzas Rojas en muchos casos eran dirigidas por monjes budistas cuando iban a la batalla, con sus ropas y armas decoradas con inscripciones mágicas similares a las de la anterior Sociedad de los Bóxers.

### Bandidos
Artículo principal: Honghuzi

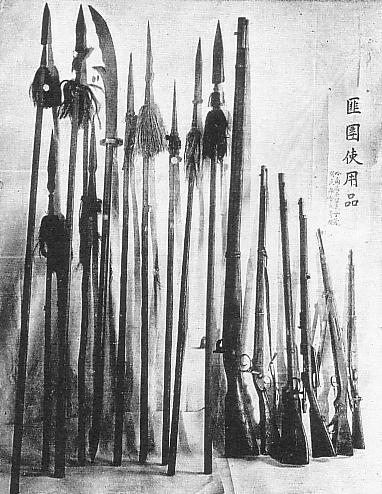
Armas de bandidos manchúes.

El noreste de China era un área fronteriza mal gobernada a finales del siglo XX y el bandidaje era endémico. Algunos eran criminales endurecidos que saqueaban para ganarse la vida; otros eran bandidos que robaban sólo para sobrevivir cuando las cosechas fallaban y no podían ganarse la vida en la tierra. A medida que la población de Manchuria aumentaba a lo largo de la década de 1920, algunos recién llegados se convirtieron en ocupantes ilegales, luego vagabundos y luego proscritos. Incluso en la asentada provincia de Fengtian, los bandidos conocidos como Honghuzi ("barbas rojas") eran comunes a lo largo del ferrocarril Peiping-Mukden y en el bosque al sureste de la provincia a lo largo del ferrocarril Mukden-Antung cerca de Corea. Las poderosas pandillas de bandidos operaban dentro de ciudades tan importantes como Mukden y Harbin. El término shanlin se usaba a menudo para describir a los bandidos porque conocían muy bien el territorio local. La mayoría operaba en un área bastante pequeña y mantenía la buena voluntad de los campesinos locales. Las tropas gubernamentales tuvieron grandes dificultades para reprimirlos, como lo harían las fuerzas japonesas y manchúes en años posteriores.
También había una tradición de bandidismo nacionalista, que se remonta a la invasión rusa en julio de 1900, cuando las fuerzas zaristas fueron enviadas a Manchuria, aparentemente para proteger el Ferrocarril Oriental Chino de propiedad rusa después de la Rebelión de los Bóxers. Wang Delin, quien se opuso tanto a los rusos como a la dinastía Qing, lideró una importante fuerza de bandidos contra los rusos. Su carrera como proscrito continuó hasta 1917, cuando aceptó unirse a las fuerzas provinciales de Jilin. Para que los antiguos bandidos se unieran al ejército regular, algo bastante común en la era de los señores de la guerra, los bandidos formaban una fuente conveniente de nuevos soldados. Lo contrario también era cierto. Mientras el Ejército de Fengtian se retiraba de la acometida japonesa, miles de soldados abandonaron el campo para reanudar sus antiguas carreras como bandidos. Durante la guerra ruso-japonesa, muchos grupos de bandidos cooperaron activamente con el ejército japonés, proporcionando valiosa información militar sobre los movimientos y el despliegue de tropas rusas, y ayudando a obtener suministros.
Después de diciembre de 1931, el Ejército japonés inició sus operaciones "para la eliminación de bandidos" en la zona de Fengtian, más allá de la Zona Ferroviaria del Sur de Manchuria, en los condados al oeste de Mukden, en gran parte debido a los repetidos ataques de éstos, robos y secuestros en los trenes Dalian-Mukden. Los combates apoyados por aviones, según se informa, diezmaron varias bandas de bandidos. En consecuencia, los bandidos se mostraron contrarios a la invasión japonesa y comenzaron ataques de represalia contra comunidades japonesas aisladas a lo largo del ferrocarril Mukden-Antung. El cacique de Hun-hutze, Lao Pie-fang, llevó a varios miles de seguidores a atacar la parte sur de la Zona Ferroviaria del Sur de Manchuria. La guarnición japonesa de Newchwangcheng (zh) fue rodeada y atacada por "1.500 bandidos chinos bajo el mando de Lao Pie-fang", mientras que otras tropas bajo sus órdenes atacaron en el área de Haicheng. Los refuerzos japoneses enviados rápidamente desde Mukden forzaron el retiro de Lao, pero Lao Pie-fang reapareció más tarde como general del Ejército de Voluntarios, y fue aclamado como comandante tanto por las Hermandades Campesinas locales como por las milicias antijaponesas.
Muchos bandidos fueron admitidos en los Ejércitos de Voluntarios a medida que avanzaba la conquista japonesa y la resistencia partisana se convertía en una causa cada vez más popular. Algunos bandidos profesionales como el Zhang Haitian, lideraron a sus seguidores contra Japón, pero con la misma frecuencia continuaron saqueando pueblos a lo largo del ferrocarril.

## Formación de los Ejércitos de Voluntarios Antijaponeses

### Resistencia en Harbin
Cuando el General Xi Qia del Ejército de Kirin declaró la independencia de esa provincia de la República de China, y las autoridades militares y civiles de la provincia se fracturaron en "Nuevos Kirin" adherentes de su régimen y los elementos leales del "Viejo Kirin" en oposición a él; los primeros predominó cerca de la capital y el segundo predominó en Harbin y el interior del territorio al norte y al este.
Las hostilidades no comenzaron en el área de Harbin hasta finales de enero de 1932, sino aproximadamente al mismo tiempo que el incidente del 28 de enero. El general Ting Chao decidió defender la ciudad, un centro clave de comunicaciones ferroviarias y fluviales en el norte, en contra del acercamiento del Ejército "Nuevo Kirin" del primer general Xi Qia y luego las tropas japonesas. Hizo un llamamiento a los residentes chinos de Harbin para que se unieran a los regulares de su guarnición ferroviaria, y cientos de voluntarios se unieron al Ejército de Autodefensa de Jilin. La defensa de Harbin a principios de febrero, que se realizó de la misma manera que se había hecho anteriormente, formando las milicias en Fengtian, convenciendo a las autoridades locales y los principales ciudadanos de Kirin de que debían resistir la ocupación de la provincia por parte de Japón y formar sus propias bandas y unidades de milicia.
El derrotado Ejército de Autodefensa de Jilin del general Ting Chao se retiró de Harbin al noreste por el río Sungari, para unirse a la guarnición de Sungari del General Li Du para formar el núcleo de la oposición armada en el norte de Kirin. Mientras tanto, en el sureste de Kirin, Wang Delin, el 8 de febrero de 1932, comandante de un batallón y exjefe de bandidos en la región estableció el Ejército de Salvación Nacional del Pueblo Chino. Este ejército se convirtió en uno de los ejércitos de voluntarios más exitosos, con cerca de 1.000 hombres.

### Fundación de Manchukuo

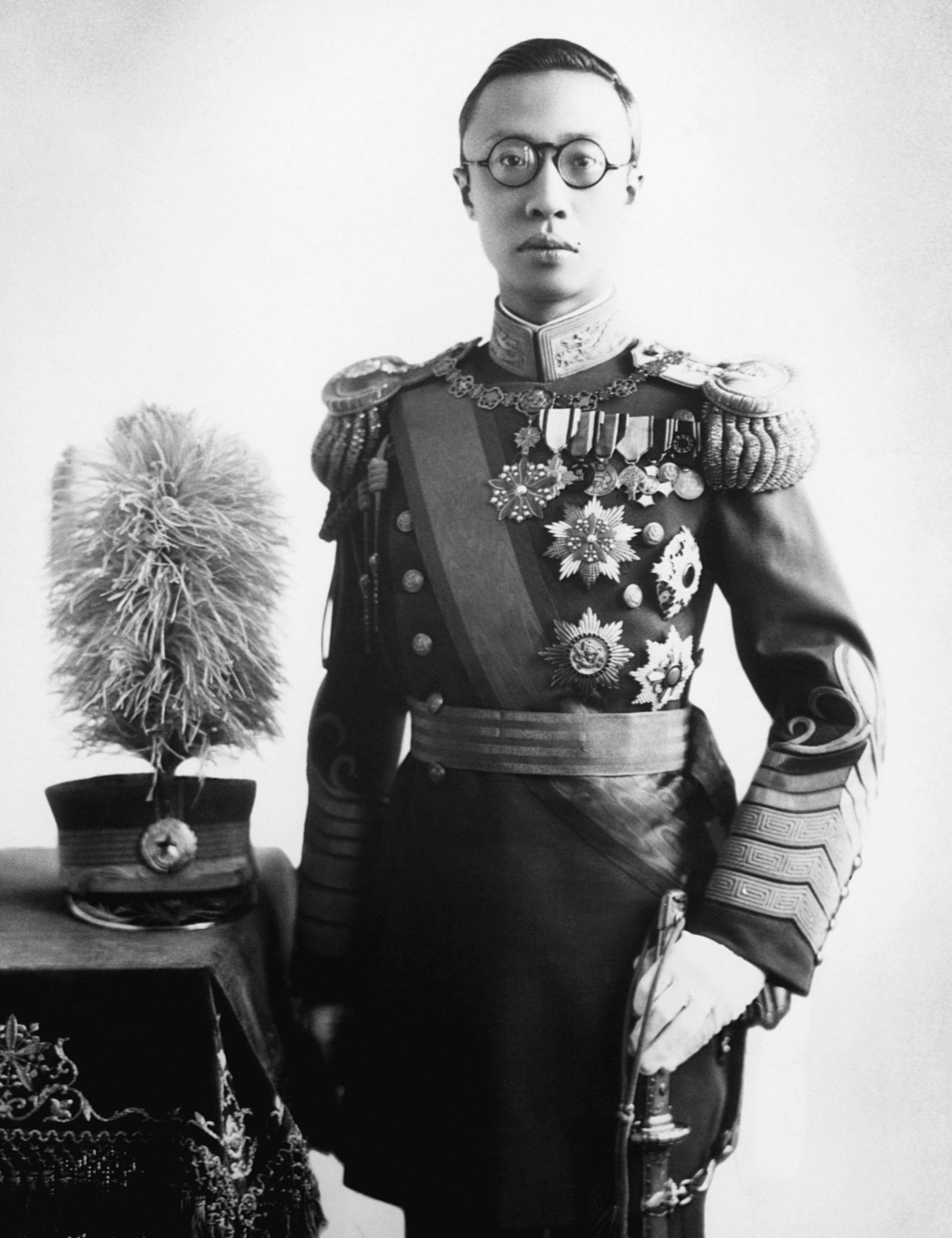
Puyi, Emperador de Manchukuo.

Con el general Ting Chao derrotado, Ma Zhanshan aceptó pasarse al nuevo Ejército Imperial de Manchukuo el 14 de febrero de 1932 y retuvo su puesto como gobernador de la provincia de Heilongjiang a cambio de cooperar con los japoneses.
El 27 de febrero de 1932, el general Ting Chao ofreció cesar las hostilidades, poniendo fin a la resistencia oficial china en Manchuria.
A los pocos días, Henry Puyi, el ex emperador manchú de China depuesto en 1911, fue nombrado presidente provisional del estado independiente de Manchukuo mediante una resolución de una convención que reunió a toda Manchuria en Mukden, entre cuyos miembros se incluía al general Ma Zhanshan desde el norte. Al día siguiente, el 1 de marzo, se estableció el gobierno provisional de Manchukuo con Ma Zhanshan como su Ministro de Guerra, además de su cargo como gobernador provincial. El 9 de marzo se estableció el Estado de Manchukuo. El gobierno chino anunció que no sólo no reconocería el nuevo estado, sino que afirmó que Puyi había sido secuestrado por los japoneses.
A pesar del final de la resistencia oficial con la derrota del general Ting Chao, no había paz en Manchuria. A finales de febrero, el general Wang Delin, con 1.000 milicianos, destruyó y quemó 18 puentes de la línea ferroviaria Kirin-Tunhua. Wang también recapturó la ciudad de Dunhua el 20 de febrero. En marzo de 1932, una fuerza expedicionaria japonesa y de Manchukuo enviada contra Wang fue derrotada en una serie de batallas alrededor de la orilla del lago Jingbo, perdiendo cientos de hombres. Estas batallas fueron a pequeña escala, con las milicias utilizando su conocimiento del terreno local para tender emboscadas, y finalmente obligaron a los japoneses a retirarse a Harbin.
Que los japoneses hubieran sufrido una derrota militar a manos de fuerzas irregulares era una vergüenza política considerable. Japón estaba ansioso por presentar Manchukuo al mundo como una nación pacífica, especialmente cuando una delegación de la Liga de las Naciones estaba investigando la situación. Cuando la noticia de las victorias del Ejército de Salvación Nacional del Pueblo Chino de Wang se extendió por el este de Kirin, cientos de soldados que habían sido miembros reacios del nuevo Ejército Imperial de Manchukuo desertaron al ESNPC y las estimaciones de su fuerza total en abril aumentaron de 4.500 hombres a más de 10.000 y, posiblemente cerca de 15.000, organizados en cinco brigadas.

## Guerra contra los Ejércitos de Voluntarios y "Operaciones Antibandidos" 1932 - 1933

### Inicio del conflicto
Tras el establecimiento de Manchukuo, se iniciaron incendios en el barrio japonés de Mukden. El tren del general Honjo sufrió un ataque que fue rechazado y se iniciaron pequeñas revueltas en las partes más remotas de Manchuria.
Con el fin del invierno en 1932, los japoneses lanzaron expediciones desde Harbin hacia el interior de la provincia de Kirin, yendo hacia el noreste por el río Sungari y hacia el este por la línea principal del Ferrocarril Chino del Este contra el Ejército de Autodefensa de Jilin del general Ting, (denominado "Antiejército de Kirin "por los japoneses). Esta fue una campaña de subyugación del Ejército Anti-Kirin en la provincia de Kirin, que duró desde marzo hasta junio de 1932. La campaña empujó a las fuerzas de Jilin hacia el norte y al este de la provincia de Kirin y aseguró el control del río Sungari, sin embargo, las fuerzas de Ting continuaron resisitiendo, a veces ocupando ciudades a lo largo de la sección oriental del Ferrocarril Chino del Este, entre Harbin y la frontera soviética.
Hacia el suroeste, otra fuerza bajo el mando del general Li Hai-ching con sede en Fuyu tenía el control del territorio circundante, y la parte sur hasta Nungan. Esta fuerza fue llamada el Ejército Antijaponés para la Salvación del País y estaba equipado con artillería ligera y numerosas ametralladoras. El 29 de marzo de 1932, las fuerzas de Li Hai-ching derrotaron a las tropas regulares del gobernador de Manchukuo, Xi Qia, en las afueras de la ciudad de Nungan, a solo 56 km de la capital de Shinkyo. El día anterior, un grupo de 100 policías fue rodeado por tropas voluntarias mientras se dirigían a Nungan en un convoy de camiones que transportaba 200.000 cartuchos para fusiles y 50.000 proyectiles de mortero de trinchera desde el Arsenal de la ciudad de Kirin. Todos fueron tomados prisioneros o se entregaron. Privados de su suministro de municiones, la resistencia de las fuerzas de Manchukuo en Nungan se disolvió al día siguiente. Nungan pronto se encontró al borde de la rendición.
Pequeños destacamentos japoneses enviados desde Changchun pidieron ayuda por radio, luego de sufrir grandes bajas en combate. Las fuerzas japonesas del este de Yao-men intentaron abrirse paso hasta Nungan con el apoyo de los bombarderos, pero el Ejército Antijaponés de Li ya había capturado la ciudad. Finalmente, al día siguiente, los japoneses lograron expulsar a las fuerzas de Li fuera de la ciudad, principalmente como resultado del bombardeo de un avión, contra el cual tenían poca defensa.

### La revuelta de Ma Zhanshan
A pesar de haber sido nombrado Ministro de Guerra del gobierno de Manchukuo y gobernador provincial, el general musulmán Ma Zhanshan se mantuvo bajo un control muy estricto por parte del ejército japonés. Tuvo que pedir la aprobación de su asesor japonés en todos los asuntos relacionados con la administración provincial. Insatisfecho con la situación, Ma alzó y reequipó su ejército privado en secreto usando dinero y armas japonesas. Como gobernador de Heilongjiang, usó su autoridad para transportar en secreto armas y municiones fuera de los arsenales y evacuó a las esposas y familias de sus tropas para que estuvieran a salvo. Luego llevó sus tropas fuera de Tsitsihar el 1 de abril, alegando que iba a realizar una inspección militar.
En Heihe el 7 de abril, Ma anunció el restablecimiento del "Gobierno Provincial de Heilongjiang", independiente de Manchukuo, y reorganizó sus tropas en 9 brigadas a principios de mayo. Ma también estableció otros once cuerpos de voluntarios en Buxi, Gannan, Keshan, Kedong y otros lugares. Esto se convirtió en el Ejército de Salvación Nacional Antijaponés del Nordeste. De acuerdo con las estimaciones japonesas, Ma también fue nombrado comandante en jefe de todos los demás Ejércitos de Voluntarios Antijaponeses que se estaban formando en varios lugares, y comandaba una fuerza de combate total de aproximadamente 300.000 hombres.
Después de enviar algunas tropas para ayudar al general Ting Chao en la zona baja del río Sungari, Ma se lanzó hacia Harbin con seis regimientos de infantería y caballería, 20 piezas de artillería de campo y un pequeño escuadrón de siete aviones. Sus unidades tendieron emboscadas a lo largo de las carreteras principales de Manchukuo y contra tropas japonesas. Cuando no pudo llegar a Harbin, giró hacia el sudoeste hacia Tsitsihar.
Al mismo tiempo, al noroeste de Harbin, comenzó una guerra irregular en el campo de la provincia de Heilongjiang. Las tropas de Manchukuo se amotinaron, conquistando brevemente los centros de transporte a lo largo de los ferrocarriles Tsitsihar-Keshan y Harbin-Hailun, o uniéndose a las fuerzas del General Ma. Cientos de bandidos saquearon ciudades a lo largo del Ferrocarril Chino del Este, al oeste de Harbin. Otros partisanos aparecieron en la región de Taonan, interrumpiendo el servicio en el ferrocarril Taonan-Tsitsihar.
Para restablecer el control, el ejército japonés lanzó una "Campaña de Subyugación contra Ma Chan-shan" desde abril hasta julio de 1932. Los japoneses atacaron el norte por los ferrocarriles Harbin-Hailun y Tsitsihar-Keshan, haciendo retroceder a las fuerzas del General Ma y realizando poderosos movimientos de pinza para rodear a grupos de tropas de Ma. Eel 8 de junio el general Ma informó que había decidido adoptar tácticas de guerra de guerrillas, manteniendo solo un destacamento de 1.000 soldados como su mando personal como fuerza regular. Todas las demás unidades se dispersaron en pequeños grupos de partisanos. En julio, las tropas del general Ma Zhanshan se agotaron seriamente en las batallas resultantes, y solo un pequeño número de hombres pudo romper el cerco japonés.
El general Ma Zhanshan comandó a 3.500 guerrilleros contra los japoneses, realizando ataques contra la tesorería de Manchukuo, atacando Changchun, la capital, y secuestrando seis aviones japoneses.
Ma Zhanshan causó tantos problemas a los japoneses, que cuando su equipo y su caballo fueron capturados, los japoneses los presentaron al Emperador en Tokio, asumiendo que estaba muerto. Se enfurecieron al descubrir que había sobrevivido y escapado.
Después de que el general Ma escapara, sus hombres continuaron la lucha, aterrorizando a los invasores japoneses. Se apoderaron de 350 rehenes japoneses y coreanos, los retuvieron durante semanas y secuestraron a extranjeros como el hijo de un general británico y la esposa de un ejecutivo estadounidense.

### Revueltas de los Ejércitos de Voluntarios al sur de Harbin
A finales de abril, el Ferrocarril Chino del Este fue cortado a 105 km al sur de Harbin, por unos 3.000 soldados chinos bajo el mando del General Li Hai-ching. Las tropas de Li arrancaron las vías del tren, arrancaron los cables del telégrafo y tomaron un tren de Harbin. Saquearon el tren y se dispersaron antes de que las tropas japonesas llegaran a la escena.
Al este de Manchukuo, las tropas de Wang Delin incendiaron tres pequeñas estaciones de ferrocarril y destruyeron la ciudad de Suifenho, cerca de la frontera rusa. Los japoneses reclutaron más tropas de la aparentemente tranquila provincia sureña de Fengtian, y lanzaron la "Operación de Subyugación contra Li Hai-ching" en mayo de 1932. Una fuerza mixta de tropas japonesas y manchúes atacó a las guerrillas de Li Hai-ching en la provincia de Heilongjiang del sur desde tres direcciones, dispersándolas rápidamente y asegurando el control de la región.
Sin embargo, en mayo de 1932, con las fuerzas japonesas concentradas en el norte, Tang Juwu, en el este de Liaoning, consideró que era el momento oportuno para que su ejército pasara a la ofensiva. El ejército de Tang, con 20.000 hombres, rodeaba la guarnición japonesa de Tonghua. Como respuesta, la policía de Manchukuo y los destacamentos del Ejército de Manchukuo intentaron aliviar el asedio en la Primera Liquidación de Tungpientao. No pudieron derrotar a Tang, pero aliviaron el sitio. Sin embargo, su fuerza continuó amenazando la región al este de Mukden y las comunicaciones con Corea. Con base en el área de Tungpientao, su ejército luchó tanto contra el Ejército Kwantung japonés estacionado en Mukden, como contra el Ejército Fengtian de Manchukuo. Aunque todas las grandes ciudades se habían perdido, los ejércitos de voluntarios ganaron consiguieron victorias durante el verano de 1932 y alcanzaron una mayor fortaleza.
También en mayo, Feng Zhanhai y un importante destacamento del Ejército de Autodefensa de Jilin, con 15.000 hombres, en la provincia occidental de Kirin cortaron las comunicaciones al sur y al este de Harbin. En respuesta, los ejércitos de Japón y Manchukuo lanzaron dos campañas para eliminar las fuerzas de Feng. De junio a julio de 1932, la "Campaña de subyugación contra Feng Chan-hai" despejó los distritos de Shengcheng, Acheng, Yushu, Wuchang y Shulan al sur de Harbin, de las fuerzas antijaponesas de Feng y obligó a Feng a retirarse hacia el oeste.
Las inundaciones masivas a lo largo de los ríos Nonni y Sungari inundaron alrededor de 30 000 km² alrededor de Harbin durante agosto, proporcionando un respiro crucial para las bandas de los Ejércitos de Voluntarios en las llanuras y el bajo Sungari, ya que las operaciones japonesas en el área tuvieron que detenerse hasta que las aguas cedieran. Las fuerzas japonesas se concentraron al noroeste de Harbin contra el general Ma Zhanshan en la primavera y el verano de 1932, lo que permitió un aumento de la actividad partisana en las provincias de Kirin y Fengtian, que culminó en ataques simultáneos en ciudades de la Zona Ferroviaria del Sur de Manchuria cuando se detuvieron las inundaciones de agosto. Las operaciones japonesas partieron de Harbin, y aislaron a las tropas que se enfrentaban en ellas. Sin embargo, las inundaciones también arruinaron los cultivos que aún no se habían destruido en la guerra, lo que ejerció más presión sobre los Ejércitos de Voluntarios, que buscaban su sustento en el campo.

### Derrota de los Ejércitos de Voluntarios
Las bandas mongolas pudieron atacar el Ferrocarril de Ssutao (Siping - Taonan), donde fueron aisladas por las inundaciones de agosto, y tomaron la pequeña ciudad de Tongyu. El 20 de agosto se enviaron tropas desde Manchukuo para una Campaña de Subyugación contra los Bandidos Mongoles y, después de una breve batalla, Tonyu fue recuperada el 31 de agosto de 1932.
El 2 de septiembre de 1932, durante la "Segunda Campaña de Subyugación contra Feng Chan-hai", una fuerza del Ejército de Guardia de Kirin de Manchukuo arrinconó al Ejército de Voluntarios de Feng Zhanhai. Aunque rodeados, más de la mitad de los guerrilleros pudieron deslizarse a través del cerco y escapar a Jehol.

#### Revuelta de Su Bingwen
El general Su Bingwen, del "Distrito Xing'an" en el extremo oeste de Heilongjiang, en la frontera soviética, se había mantenido aislado más allá de las montañas de Hsingan, no involucrándose en los combates contra las tropas japonesas, sin hacer nada en apoyo de Manchukuo o de Ma Zhanshan. Como consecuencia, los granjeros que se establecieron a lo largo del Ferrocarril Chino del Este al oeste de Tsitsihar no habían sido molestados por la guerra y pudieron obtener sus cosechas.
El 27 de septiembre de 1932, cuando los japoneses dirigieron su atención hacia el sur para restablecer la seguridad de las instalaciones vitales en el sur de Manchukuo, que estaban en peligro por las actividades de los Ejércitos de Voluntarios, los soldados del general Su Bingwen organizaron un motín, secuestrando a cientos de civiles japoneses y al personal militar. Los amotinados, que se llamaban a sí mismos Ejército de Salvación Nacional de Heilongjiang, se dirigieron hacia el este en trenes, para unirse al General Ma Zhanshan en la recuperación de la capital provincial de Tsitsihar.
Ma Zhanshan había emergido de nuevo desde su refugio en las montañas de Khingan a lo largo del río Amur después de que los japoneses derrotaran a sus fuerzas en el norte. Llegó al condado de Longmen en septiembre, y se unió a los amotinados de Su Bingwen para una campaña conjunta.
Sin embargo, la escasez de alimentos fue especialmente grave en Heilongjiang después de la devastación provocada por las inundaciones de agosto. Las tropas de Heilongjiang y el ejército de Ma requisaban suministros a los agricultores locales, y eso provocó que en poco tiempo hubiera escasez.
A mediados de octubre, las fuerzas de Ma capturaron Antachen, al oeste de Harbin, en la línea principal del F.C.E., obligaron a los mercaderes de la ciudad a darles 50.000 dólares y confiscaron todos los caballos que pudieron encontrar. El 26 de octubre, Laha, una ciudad a 110 km al norte de Tsitsihar, fue atacada por las fuerzas de Ma con artillería como apoyo. La guarnición japonesa fue sometida a un bombardeo largo, intensivo y bien dirigido.
Durante ocho días, la guarnición japonesa en Taian comandada por el capitán Hayashi estuvo rodeada por unos 4.000 voluntarios, hasta que logró rechazarlos el 28 de octubre después de una severa lucha, en la que veintiocho japoneses (incluido el capitán Hayashi) resultaron muertos o heridos. Un destacamento de caballería, el Destacamento de Kawase con 59 jinetes fueron enviados hacia Taian. El 8 de noviembre, el único sobreviviente, el Sargento Iwakami, llegó a Tsitsihar para contar cómo había sido aniquilado el destacamento.
Como respuesta, los japoneses organizaron la Campaña de Subyugación contra Su Ping-wei, de noviembre a diciembre de 1932. Casi 30.000 soldados japoneses y manchúes, incluida la 14.ª División de Infantería japonesa y caballería mongola del Ejército de Hsingan manchú, dirigieron una feroz campaña contra las tropas de Su y Ma. El 28 de noviembre de 1932, la 14.ª División japonesa atacó a Ma Zhanshan y Su Bingwen alrededor de Tsitsihar. Aviones japoneses bombardearon la sede de Ma Zhanshan en Hailar. Para el 3 de diciembre, los japoneses tomaron la ciudad de Hailar. Y al día siguiente, después de intensos combates, Ma Zhanshan y Su Bingwen con los restos de sus fuerzas, huyeron de Hailar hacia la frontera soviética y entraron en territorio ruso el 5 de diciembre. La mayoría de sus tropas fueron trasladadas a Rehe.

#### Últimas operaciones en el este de Manchukuo
La actividad partisana generalizada de las fuerzas de Ma y Su en Heilongjiang hizo que las fuerzas japonesas se concentraran en el oeste y abandonaran los preparativos para invadir la provincia de Jehol. Las fuerzas de Feng Zhanhai y Wang Delin en Fengtian y Kirin atacaron los ferrocarriles y otros lugares en la Zona Ferroviaria del Sur de Manchuria y lograron ocupar brevemente la capital de provincia de Kirin.
El 10 de septiembre de 1932, en Yaomin, en la línea del F.C.E. entre Changchun y Harbin, 1.000 partisanos expulsaron a la guarnición de Manchukuo. Luego saquearon la ciudad durante dos horas mientras continuaban los combates. La guarnición pudo reagruparse, contraatacar y repeler a sus oponentes.
En una redada el 11 de septiembre, los partidarios del Ejército de Voluntarios descarrilaron un tren entre Changchun y Harbin y robaron a los supervivientes, secuestrando a algunos de ellos, incluidos cinco japoneses.
El 15 de septiembre, una milicia de los Lanzas Rojas que pasaba por la aldea de Pingdingshan, disparó contra soldados japoneses y luego atacó a la guarnición japonesa en la cercana ciudad industrial de Fushun. Al día siguiente, como represalia, los soldados japoneses y la policía rastrearon a los rebeldes cuando huían de regreso a través de las aldeas, asumieron que todos los que se encontraban en la vecindad eran miembros de la milicia o sus compañeros y los castigaron, quemando casas y ejecutando sumariamente a los residentes de las aldeas y matando a unos 3.000 hombres, mujeres y niños, dejando un solo superviviente. Esto se conoce como la Masacre de Pingdingshan.
Mientras tanto, en el oeste, una fuerza combinada de manchúes y japoneses pertenecientes a la Campaña de subyugación contra Li Hai-ching, se enfrentó a la fuerza guerrillera de 3.000 hombres de Li Hai-ching que había regresado para atacar a las fuerzas de Manchukuo y de Japón en el sur de la provincia de Heilongjiang y forzaron su retirada hacia la provincia de Jehol.
Finalmente los japoneses tomaron la iniciativa en el este. A mediados de octubre, los japoneses estimaron en 30.000 hombres las fuerzas de Tang Juwu en los catorce condados del sur y el este de Fengtian. El 11 de octubre de 1932, los japoneses contraatacaron en la Segunda Campaña de subyugación contra Tungpientao. El Ejército de Fengtian, compuesta por siete brigadas, apoyó a una fuerza japonesa de dos brigadas de caballería y una brigada mixta que encabezó la eliminación de guerrilleros del distrito de Tungpientao. Atacaron las fuerzas de Tang Juwu en el área de Tonghua y Huanren. Tang Juwu rompió el cerco japonés hacia el oeste. El 16, los japoneses capturaron Tonghua, y el 17, Huanren, sufrieron 500 bajas, matando a 270 guerrilleros y capturando a 1.000.
Después de esta operación, de octubre a noviembre de 1932, en Shenyang y Changchun, los japoneses barrieron el territorio entre Mukden, Changchun y Kirin, y obligaron a las fuerzas guerrilleras chinas de Wang Delin a retirarse hacia Huinan y Siping.
Desde el 6 hasta el 20 de noviembre de 1932, el Ejército de Manchukuo lanzó la Operación de Subyugación del distrito de Ki Feng-Lung que despejó el distrito de Ki Feng-lung de guerrilleros con 5.000 soldados manchúes organizados en un batallón de la Guardia Imperial de Manchukuo y el 2.º Regimiento de Caballería del Ejército de Fengtian y un destacamento de caballería del Ejército de kirin.
La Tercera Operación de Subyugación de Tungpientao, del 22 de noviembre al 5 de diciembre de 1932, se lanzó para eliminar finalmente los restos de las fuerzas guerrilleras de Tang Juwu que se habían reagrupado después de la segunda campaña. Las fuerzas machúes estaba formada por una unidad de la Guardia Imperial de Manchukuo, así como las fuerzas de la milicia local de los distritos de Yalu y Shanghái, que sumaban un total de 5.000 hombres. La operación fue un éxito y llevó a la captura de 1.800 "bandidos", algunos de los cuales fueron reclutados más tarde para el Ejército Imperial de Manchukuo.
El 24 de diciembre de 1932, la 10.ª División japonesa atacó a las fuerzas guerrilleras al norte del río Mudan. El 5 de enero de 1933, el general Kuan Chang-ching se vio obligado a rendir a sus Voluntarios en Suifehno, en la frontera soviética. El 7 de enero de 1933, los japoneses capturaron Mishan. El 9 de enero de 1933, las fuerzas guerrilleras de Li Du cruzaron el río Ussuri hacia la URSS.
A finales de febrero de 1933, la mayoría de los grandes Ejércitos de Voluntarios se habían dispersado en pequeñas bandas guerrilleras o habían huido a la Unión Soviética.

### Consecuencias
Este no fue el final de los Ejércitos de Voluntarios. Algunos lucharon en forma de pequeñas unidades de guerrilla, frecuentemente llamadas shanlin. La experiencia de algunos de los comandantes para aprender a sobrevivir en los inviernos de Manchuria, a adaptarse a la guerra de guerrillas y a continuar acosando a las fuerzas japonesas y manchúes durante los años siguientes.
Los japoneses se vieron obligados a enviar considerables fuerzas militares y activos para barrer continuamente la región con patrullas. Ocasionalmente organizaban operaciones más grandes. Después de un resurgimiento de la actividad, los japoneses se vieron obligados a organizar una operación a gran escala para subyugar la provincia de Kirin, entre octubre y noviembre de 1933. Participaron 35.000 hombres del Ejército de Manchukuo, en un intento de limpiar por completo de guerrilleros la provincia de Kirin. Las fuerzas de Manchukuo incluían a todo el Ejército de Kirin, así como unidades del Ejército de Heilongjiang, el Ejército de Hsingan y el Destacamento de Caballería Independiente de Hsinching. La operación se consideró un éxito y llevó a la captura y muerte de varios comandantes antijaponeses.

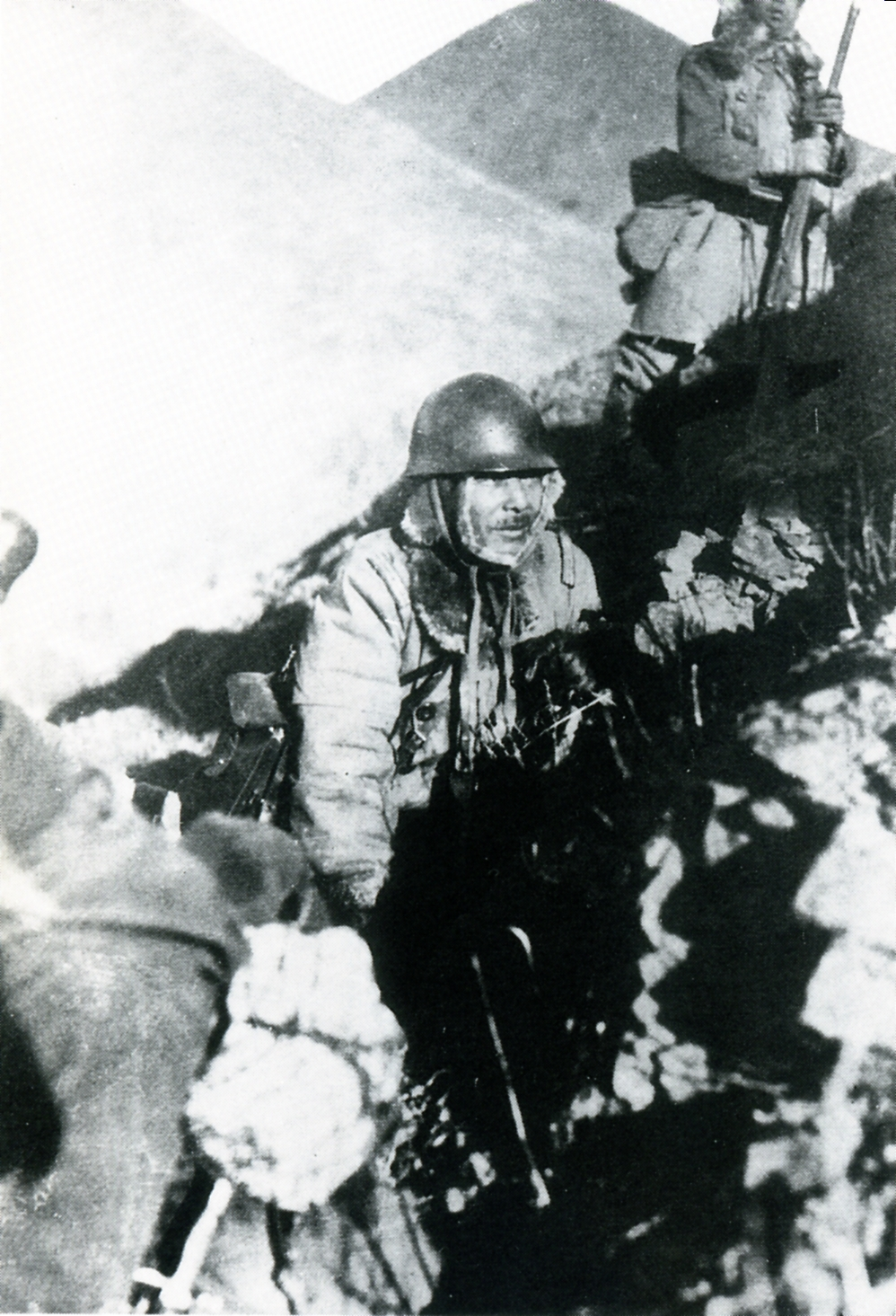
Soldados japoneses durante la batalla de Rehe.

De las fuerzas que huyeron de Manchukuo, Feng Zhanhai y sus hombres continuaron luchando contra de la Operación Nekka organizada por los japoneses en Rehe, y más tarde se unieron al Ejército Popular Antijaponés de Chahar de Feng Yuxiang, en Chahar en 1933. Sus fuerzas se incorporaron al Ejército Nacional Revolucionario como una división y lucharon en la segunda guerra sino-japonesa. Tang Juwu luchó contra los japoneses en Rehe, y fue nombrado jefe del 3.º Cuerpo de Voluntarios Antijaponeses del Nordeste. Después del estallido de la segunda guerra sino-japonesa, fue asignado para operar detrás de las líneas japonesas, donde fue asesinado el 18 de mayo de 1939. Después de su retirada a la Unión Soviética, Su Bingwen sirvió al gobierno de Kuomintang como miembro de la junta militar y director del grupo de inspección militar durante la segunda guerra sino-japonesa. Rechazado por Chiang Kai-Shek, no fue hasta después del Incidente del Puente de Marco Polo cuando Ma Zhanshan fue nombrado comandante de la Fuerza Avanzada del Nordeste, a cargo de las operaciones de guerrilla en las cuatro provincias del noreste: Liaoning, Kirin, Heilongjiang y Rehe. Ma llevó a sus tropas a luchar contra los japoneses en las áreas de Chahar, Suiyuan, Datong y Shanxi y cooperó con las tropas de Fu-Zuyi en la defensa de Suiyuan. Ma fue nombrado presidente del gobierno de Heilongjiang en agosto de 1940, y continuó manteniendo esa posición hasta el final de la guerra.
De los líderes guerrilleros voluntarios que permanecieron en Manchukuo, Wang Fengge fue capturado en 1937 y ejecutado, junto con su esposa y su hijo. Wu Yicheng siguió luchando con un pequeño grupo de seguidores hasta 1937. Aunque Kong Xianrong, lugarteniente de Wang Delin, abandonó la lucha, su esposa y otra de las subordinadas de Wang Delin, Yao Zhenshan, lideraron un pequeño grupo que continuó luchando hasta la primavera de 1941, cuando fueron aniquilados.